# Unser Star für Oslo
Unser Star für Oslo (traducible en español como: Nuestra estrella para Oslo) fue la preselección oficial alemana para elegir al representante de este país para el Festival de Eurovisión 2010. El evento se organizó conjuntamente entre la radiodifusora pública ARD/NRD y la cadena privada ProSieben. Estuvo a cargo de la preselección el músico y presentador Stefan Raab, quien anteriormente ha participado en el festival.

## Planificación
Informaciones sobre la forma en que Alemania elegiría a su representante para el Festival de la Canción de Eurovisión en 2010 se produjeron poco después de finalizada la edición de 2009. Concretamente, el 25 de mayo de 2009, la cadena pública ARD/NRD confirmó que había tenido acercamientos con Stefan Raab y ProSieben para organizar junto a ellos la preselección nacional de 2010, cuyo fin era escoger una posible canción ganadora la cual podía ser cantada por un artista elegido internamente. Si bien se reveló que Raab había rechazado inicialmente la propuesta, ProSieben finalmente aceptó trabajar con la ARD.
Mayores detalles sobre la preselección fueron revelados el 20 de julio, cuando las noticias afirmaban que el propio Raab tarabajaría con ambas cadenas en la preparación de la preselección alemana, la cual consistirá en 8 galas transmitidas alternadamente por ProSieben y ARD de la siguiente manera: 5 galas clasificatorias (ProSieben), 1 gala de cuartos de final (ARD), 1 semifinal (ProSieben) y 1 gala final (ARD). Un total de 20 finalistas serán escogidos para presentarse en las galas. El proceso de selección de los participantes se enfocará en encontrar nuevos y jóvenes talentos.    
Raab tomó los roles de presentador y de presidente del jurado, compuesto de 16 personas ligadas a la música y al entretenimiento como:
- Yvonne Catterfeld
- Marius Müller-Westernhagen
- Sarah Connor
- Peter Maffay
- Jan Delay
- Xavier Naidoo
- Sascha Schmitz
- Cassandra Steen
- Joy Denalane
- Adel Tawil
- Stefanie Kloß de Silbermond
- Barbara Schöneberger
- Rea Garvey de Reamonn
- Nena
- Boris Lauterbach (aka König Boris) de Fettes Brot
- Anke Engelke

## Realización
Un total de 20 participantes tomaron parte de las dos galas clasificatorias que se realizarán entre el 2 y el 9 de febrero, cada una con 10 artistas, los cuales interpretaron éxitos populares. En cada una de estas galas clasificaron 5 concursantes, quienes se enfrentaron en tres galas eliminatorias entre el 16 de febrero y el 2 de marzo, reduciendo el número de participantes a cinco (dos por cada gala). Esta parte de la preselección fue transmitida por ProSieben siendo conducida por Matthias Opdenhövel y Sabine Heinrich.

### Primera Gala clasificatoria
En esta gala el jurado estuvo compuesto por  Stefan Raab, Yvonne Catterfeld y Marius Müller-Westernhagen.
| N.º | Artista               | Canción          | Artista original | Resultado   |
| --- | --------------------- | ---------------- | ---------------- | ----------- |
| 1   | Benjamin Peters       | Bodies           | Robbie Williams  | Eliminado   |
| 2   | Kerstin Freking       | My Immortal      | Evanescence      | Clasificada |
| 3   | Johannes Böhm         | Crazy            | Seal             | Eliminado   |
| 4   | Daliah Sharaf         | At last          | Etta James       | Eliminada   |
| 5   | Cyril Krueger         | Hotel California | Eagles           | Clasificado |
| 6   | Michael Kraus         | Loving you       | Paolo Nutini     | Eliminada   |
| 7   | Meri Voskanian        | Release me       | Agnes            | Clasificada |
| 8   | Katrin Walter         | Nobody knows     | Pink             | Clasificada |
| 9   | Sebastian Schwarzbach | Home             | Michael Bublé    | Eliminado   |
| 10  | Lena Meyer-Landrut    | My same          | Adele            | Clasificada |

### Segunda Gala Clasificatoria
En esta gala el jurado estuvo compuesto por  Stefan Raab, Sarah Connor y Peter Maffay
| N.º | Artista              | Canción              | Artista original   | Resultado   |
| --- | -------------------- | -------------------- | ------------------ | ----------- |
| 1   | Jennifer Braun       | I'm outta love       | Anastacia          | Clasificada |
| 2   | Benjamin Hartmann    | Better together      | Jack Johnson       | Eliminado   |
| 3   | Maria-Lisa Straßburg | Saving my face       | KT Tunstall        | Clasificada |
| 4   | Behnam Seifi         | Save room            | John Legend        | Eliminado   |
| 5   | Sharyhan Osman       | I have nothing       | Whitney Houston    | Clasificada |
| 6   | Alex Senzig          | Wherever you will go | The Calling        | Eliminado   |
| 7   | Jana Wall            | Who knew             | Pink               | Eliminada   |
| 8   | Franziska Weber      | Love foolosophy      | Jamiroquai         | Eliminada   |
| 9   | Leon Taylor          | Der weg              | Herbert Grönemeyer | Clasificado |
| 10  | Christian Durstewitz | Faith                | George Michael     | Clasificado |

### Primera Gala Eliminatoria
En esta gala el jurado estuvo compuesto por Stefan Raab, Nena y König Boris
| N.º | Artista              | Canción                | Artista original     | Resultado   |
| --- | -------------------- | ---------------------- | -------------------- | ----------- |
| 1   | Meri Voskanian       | If I ain't got you     | Alicia Keys          | Eliminada   |
| 2   | Jennifer Braun       | Like the way I do      | Melissa Etheridge    | Clasificada |
| 3   | Maria-Lisa Straßburg | Helena                 | My Chemical Romance  | Eliminada   |
| 4   | Leon Taylor          | Irgendwas bleibt       | Silbermond           | Clasificado |
| 5   | Katrin Walter        | Warwick Avenue         | Duffy                | Clasificada |
| 6   | Kerstin Freking      | Not ready to make nice | Dixie Chicks         | Clasificada |
| 7   | Christian Durstewitz | Change                 | Daniel Merriweather  | Clasificado |
| 8   | Sharyhan Osman       | Feel the Nile          | -                    | Clasificada |
| 9   | Lena Meyer-Landrut   | Diamond Dave           | The Bird and the Bee | Clasificada |
| 10  | Cyril Krueger        | Hot Fudge              | Robbie Williams      | Clasificado |

### Segunda Gala Eliminatoria
En esta gala el jurado estuvo compuesto por  Stefan Raab, Sasha y Cassandra Steen
| N.º | Artista              | Canción                            | Artista original  | Resultado   |
| --- | -------------------- | ---------------------------------- | ----------------- | ----------- |
| 1   | Katrin Walter        | Love song                          | Sara Bareilles    | Eliminada   |
| 2   | Sharyhan Osman       | Is you is or is you ain't my babyo | Louis Jordan      | Clasificada |
| 3   | Cyril Krueger        | Beautiful day                      | U2                | Eliminado   |
| 4   | Jennifer Braun       | I'm with you                       | Avril Lavigne     | Clasificada |
| 5   | Christian Durstewitz | Another night                      | -                 | Clasificado |
| 6   | Lena Meyer-Landrut   | Foundations                        | Kate Nash         | Clasificada |
| 7   | Kerstin Freking      | Thank U                            | Alanis Morissette | Clasificada |
| 8   | Leon Taylor          | Are you gonna go my way            | Lenny Kravitz     | Clasificado |

### Tercera Gala Eliminatoria
En esta gala el jurado estuvo compuesto por  Stefan Raab, Joy Denalane y Rea Garvey
| N.º | Artista              | Canción             | Artista original   | Resultado   |
| --- | -------------------- | ------------------- | ------------------ | ----------- |
| 1   | Kerstin Freking      | Better              | Regina Spektor     | Clasificada |
| 2   | Lena Meyer-Landrut   | New shoes           | Paolo Nutini       | Clasificada |
| 3   | Jennifer Braun       | Ain't nobody        | Rufus & Chaka Khan | Clasificada |
| 4   | Leon Taylor          | Tears in Heaven     | Eric Clapton       | Eliminado   |
| 5   | Sharyhan Osman       | In the City         | -                  | Clasificada |
| 6   | Christian Durstewitz | Dance with somebody | Mando Diao         | Clasificado |

### Cuartos de final
En esta gala el jurado estuvo compuesto por  Stefan Raab, Anke Engelke y Adel Tawil
| N.º | Artista              | Canción                              | Artista original         | Resultado   |
| --- | -------------------- | ------------------------------------ | ------------------------ | ----------- |
| 1   | Sharyhan Osman       | You got the love                     | Florence and the Machine | Eliminada   |
| 6   | Sharyhan Osman       | Never felt the way that I feel today | -                        | Eliminada   |
| 2   | Jennifer Braun       | Soulmate                             | Natasha Bedingfield      | Clasificada |
| 7   | Jennifer Braun       | Nobody's wife                        | Anouk                    | Clasificada |
| 3   | Kerstin Freking      | If a song could get me you           | Marit Larsen             | Clasificada |
| 8   | Kerstin Freking      | Somedays                             | Regina Spektor           | Clasificada |
| 4   | Christian Durstewitz | Ochrasy                              | Mando Diao               | Clasificado |
| 9   | Christian Durstewitz | Stalker                              | -                        | Clasificado |
| 5   | Lena Meyer-Landrut   | Mouthwash                            | Kate Nash                | Clasificada |
| 10  | Lena Meyer-Landrut   | Neopolitan dreams                    | Lisa Mitchell            | Clasificada |

### Semifinal
En esta gala el jurado estuvo compuesto por  Stefan Raab, Barbara Schöneberger y Jan Delay
| N.º | Artista              | Canción                 | Artista original        | Resultado               |
| --- | -------------------- | ----------------------- | ----------------------- | ----------------------- |
| 1   | Christian Durstewitz | I'm yours               | Jason Mraz              | Clasificado             |
| 5   | Christian Durstewitz | In your hands           | Charlie Winston         | Eliminado               |
| 2   | Kerstin Freking      | Hands clean             | Alanis Morissette       | Eliminada               |
| -   | Kerstin Freking      | No pasó a Segunda ronda | No pasó a Segunda ronda | No pasó a Segunda ronda |
| 3   | Lena Meyer-Landrut   | Mr. Curiosity           | Jason Mraz              | Clasificada             |
| 6   | Lena Meyer-Landrut   | The Lovecats            | The Cure                | Clasificada             |
| 4   | Jennifer Braun       | Heavy cross             | Gossip                  | Clasificada             |
| 7   | Jennifer Braun       | Hurt                    | Christina Aguilera      | Clasificada             |

### Final
En la Gala Final el jurado estuvo compuesto por  Stefan Raab, Stefanie Kloß y Xavier Naidoo
| N.º | Artista            | Canción        | Resultado   |
| --- | ------------------ | -------------- | ----------- |
| 1   | Jennifer Braun     | Bee            | Eliminada   |
| 2   | Lena Meyer-Landrut | Bee            | Eliminada   |
| 3   | Jennifer Braun     | Satellite      | Eliminada   |
| 4   | Lena Meyer-Landrut | Satellite      | Clasificada |
| 5   | Jennifer Braun     | I care for you | Clasificada |
| 6   | Lena Meyer-Landrut | Love me        | Eliminada   |

| N.º | Artista            | Canción        | Lugar |
| --- | ------------------ | -------------- | ----- |
| 1   | Lena Meyer-Landrut | Satellite      | 1º    |
| 2   | Jennifer Braun     | I care for you | 2º    |

## En Eurovisión
Como miembro del denominado "Big Four", Alemania se clasifica automáticamente para la final del día 29 de mayo de 2010. Lena Meyer-Landrut actuó en la 22ª posición, y ganó el certamen con un total de 246 puntos. Esta es la segunda victoria alemana en el certamen europeo, la primera victoria sucedió en el año 1982, y fue la primera como país unificado.